# Connecticut Western Reserve

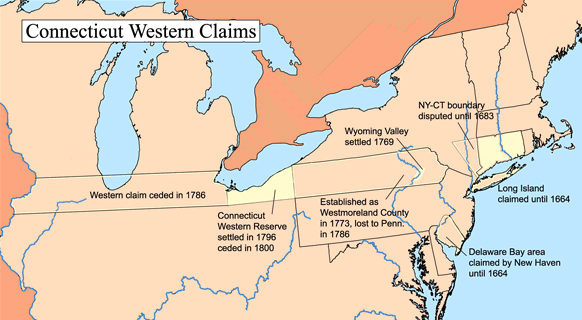
Connecticuts landanspråk västerut.

Connecticut Western Reserve var land som Connecticut gjorde anspråk på i Nordvästterritoriet i vad som nu är nordöstra Ohio.

## Historia

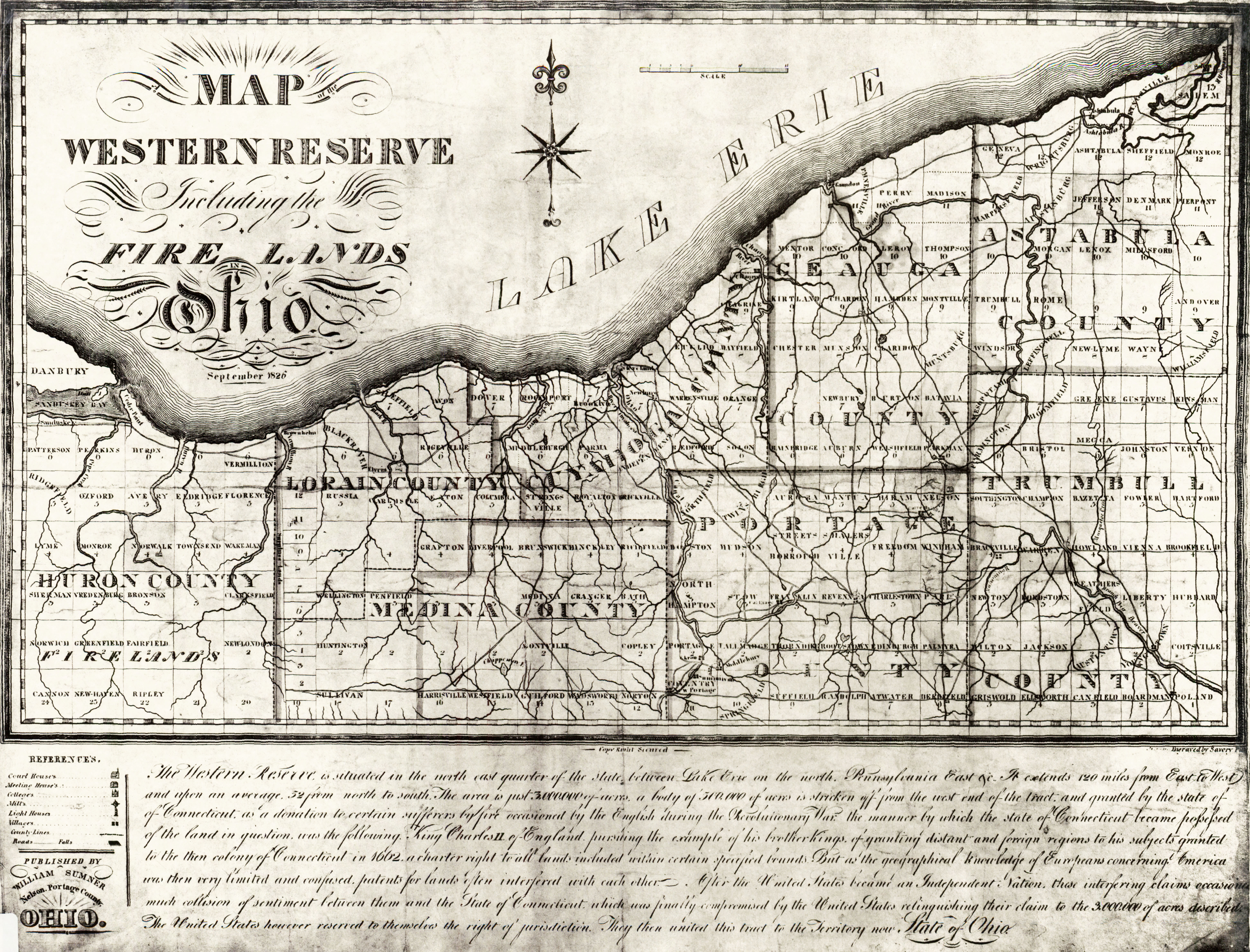
Karta över Western Reserve 1826

Connecticut skapades från början som en koloni med rätt från brittiska kronan att kolonisera ett område från hav till hav. Trots att Connecticut blev tvunget att ge upp den del av detta område som tillhörde Pennsylvania (Westmoreland County) av detta från-hav-till-hav-område efter Pennamite-Yankee-krigen och inblandning av den federala regeringen, höll Connecticut fast vid sin rätt till allt land mellan den 41:a breddgraden och 42-och-2-minuter-breddgraden som låg väster om Pennsylvania.
Inom det som nu är delstaten Ohio, omfattade anspråket en 190 km bred remsa mellan Eriesjön och en linje precis söder om Youngstown, Akron, New London och Willard, ungefär 4,8 km söder om dagens U.S. Route 224. Bortom Ohio omfattade anspråket områden som skulle komma att tillhöra Michigan, Indiana, Illinois, Iowa, Nebraska, Wyoming, Utah, Nevada och Kalifornien.
I Connecticuts avtal om att ge upp land (delstaterna gav upp sina västliga anspråk i utbyte mot att federationen skulle ta över deras krigsskuld från amerikanska revolutionen) av den 13 september 1786, behöll Connecticut mer än 12 000 km² i nuvarande Ohio. Connecticut sålde marken 1796 till investerare, från början åtta olika köpare, de flesta från Suffield, Connecticut, som bildade Connecticut Land Company. Indianernas rätt till området hade dock ingen gjort upp om. Oomtvistad rätt till marken erhölls inte förrän avtalen i Greenville 1795 och Fort Industry 1805. Den västra delen av Connecticut Wester Reserve omfattade det 2 000 km² stora Firelands eller "Sufferers Lands" (de plågades land), reserverade för invånarna i flera städer i New England som hade förstörts av bränder anlagda av brittiska trupper under revolutionskriget.
Connecticut Land Company såg till att dela upp området i kvadratiska kommuner med 5 miles (cirka 8 km) sida eller 25 kvadratmiles (cirka 65 km²). Kommunerna här har fortfarande en annan storlek än de flesta i resten av Ohio, som är kvadrater med 6 miles (cirka 9,7 km) sidor eller 36 kvadratmiles (cirka 93 km²), enligt en lag från 1785.
Följande år reste en grupp personer från Connecticut Land Company under ledning av Moses Cleaveland till området för att undersöka det. Denna grupp grundade också staden Cleveland, som blev den största staden i området. (Beslutet att inte ta med bokstaven "a" i stadens namn gjordes av en tryckare tidigt i bosättningens historia, Cleveland tog nämligen mindre plats på en tryckt sida än vad Cleaveland gjorde.)
De följande åren började bosättare sakta flytta till området. Det kallades först för "New Connecticut", men detta namn valdes senare bort till förmån för "Western Reserve". Youngstown grundades 1796, Warren 1798, Hudson 1799, Ashtabula 1803 och Stow 1804.
År 1800 gav Connecticut till sist upp anspråken på Western Reserve, och det anslöts till Nordvästterritoriet under namnet Trumbull County. Som den tidigare huvudstaden för detta county, kallar sig Warren för "den historiska huvudstaden för Western Reserve". Senare skulle flera countyn skapas utifrån detta område.
Namnet "Western Reserve" finns kvar i området i namnet på olika institutioner.

## Arkitektur
Arkitekturen i Western Reserve härmade den i New Englands städer, som dess nybyggare kom ifrån. Städer som Aurora, Canfield, Gates Mills, Hudson, Milan, Norwalk, Painesville och Poland har flera exempel på sådana byggnadsstilar och traditionell stadsplanering från New England.